# Grete Hermann
Grete (eigentlich Clara Margarete) Hermann oder Grete Henry oder nach ihrer Scheidung Grete Henry-Hermann (* 2. März 1901 in Bremen; † 15. April 1984 in Bremen) war eine deutsche Mathematikerin, Physikerin, Philosophin und Pädagogin. Sie leistete bedeutende Beiträge zur Quantenmechanik und Quantenfeldtheorie und wurde für ihre Arbeit ausgezeichnet. Nach der Machtübernahme der Nationalsozialisten hielt sie philosophische Kurse ab, in denen über die verteidigenswerten politischen und ethischen Werte und den Sinn des Widerstandes gegen das NS-Regime diskutiert wurde.

## Biografie

### Jugend und Ausbildung
Hermann wurde als drittes von sieben Kindern in eine bürgerlich-protestantische Bremer Kaufmannsfamilie geboren und wuchs mit zwei Schwestern und vier Brüdern in der Bremer Neustadt auf. Ihr Vater war Gerhard Heinrich Hermann; ihre Mutter Clara Auguste, geb. Leipoldt. Ihre beiden Großväter waren Pfarrer.
Nach dem Abitur mit 19 Jahren am Neuen Gymnasium in Bremen (heute Oberschule am Barkhof), an dem Mädchen nur in Ausnahmefällen zugelassen wurden, erwarb sie 1921 die Lehrbefähigung für Volks- und Mittelschulen und studierte dann Mathematik, Physik und Philosophie in Göttingen und Freiburg im Breisgau. 1925 wurde Grete Hermann mit der Dissertation Die Frage der endlich vielen Schritte in der Theorie der Polynomideale von der Göttinger Mathematikerin Emmy Noether promoviert. Hermann legte außerdem die Prüfung für das Lehramt an höheren Schulen ab.

### Assistentin
Danach arbeitete sie bis zu dessen Tod im Jahre 1927 als Privatassistentin des Göttinger Philosophen Leonard Nelson, der sich um die Fortentwicklung der kritischen Philosophie Kants in der Tradition von Jakob Friedrich Fries bemühte, die er durch die Ausarbeitung einer Ethik, die für politisches Handeln gelten sollte, vor allem konsequent in die Pädagogik und politische Praxis umzusetzen suchte. Sie engagierte sich auch in dem 1926 von Nelson deswegen gegründeten Internationalen Sozialistischen Kampfbund (ISK), zu dessen führenden Mitgliedern Willi Eichler und Minna Specht zählten, und arbeitete von 1929 bis 1931 in dem von Nelson gegründeten Landerziehungsheim Walkemühle bei Melsungen mit.
Mit Minna Specht gab sie nach Nelsons Tod aus dem Nachlass den Band System der philosophischen Ethik und Pädagogik heraus, setzte aber auch ihre eigenen Forschungen fort.

### Gegen den Nationalsozialismus
Zur Bekämpfung des Nationalsozialismus trat sie Anfang der 1930er-Jahre in die Redaktion der ab Januar 1932 vom ISK herausgegebenen Tageszeitung „Der Funke“ ein, dessen zentrales Anliegen war, die Bildung einer Einheitsfront aller gegen den Nationalsozialismus eingestellten Kräfte zu unterstützen, wozu bis 1933 mehrfach ein von bekannten Künstlern, Politikern und Wissenschaftlern unterzeichneter Dringender Appell publiziert und plakatiert wurde.
Nach der Machtübernahme Hitlers hielt Grete Hermann philosophische Kurse ab, in denen über die verteidigenswerten politischen und ethischen Werte und den Sinn des Widerstandes gegen das NS-Regime diskutiert wurde. Diese Kurse gingen nach ihren eigenen Worten „tiefer und waren lebendiger als wohl alle Unterrichtsarbeit, wie ich sie sonst in meinem Leben geleistet habe.“

### Wissenschaftliche Arbeiten zur Quantenmechanik
Gleichzeitig setzte sie ihre wissenschaftliche Arbeit fort, korrespondierte mit Carl Friedrich von Weizsäcker, Werner Heisenberg, Niels Bohr sowie anderen bedeutenden Mathematikern und Naturwissenschaftlern und nahm im Sommer 1934 auch an einem Seminar von Werner Heisenberg mit mehreren renommierten Physikern in Leipzig teil. Die aus dieser Diskussion hervorgegangenen Überlegungen veröffentlichte sie 1935 unter dem Titel Die naturphilosophischen Grundlagen der Quantenmechanik und fand damit in der physikalischen Forschung große Beachtung. 1936 erhielt sie für ihre Arbeit Welche Konsequenzen haben die Quantentheorie und die Feldtheorie der modernen Physik für die Theorie der Erkenntnis? den Preis der Avenarius-Stiftung in Leipzig.
In ihrem Buch von 1935 kritisierte sie auch den Beweis der Widerlegung von Theorien verborgener Variablen von John von Neumann, der lange Zeit als unumstößlich galt. Sie fand einen grundlegenden Fehler in den Voraussetzungen des Beweises. Ihre Kritik blieb aber weitgehend unbeachtet und die Erkenntnis der Lückenhaftigkeit von von Neumanns Beweis setzte sich erst ab 1966 durch mit der Arbeit von John Stewart Bell, der ähnlich argumentierte wie Hermann. Der Grund dafür, dass man Hermann damals kaum Beachtung schenkte, wurde auf verschiedene Ursachen zurückgeführt, darunter der obskure Ort der Veröffentlichung, ihr Hintergrund als Philosophin (und ihre Schlussfolgerung, dass an dieser Stelle eine philosophische Analyse adäquat sei), die große Reputation von John von Neumann und die Tatsache, dass den Vertretern der orthodoxen Kopenhagener Interpretation der Quantenmechanik die Aussage des fehlerhaften Beweises von von Neumann gut zupass kam.

### Emigration
Im Zusammenhang mit der Verfolgungswelle der ISK-Gruppen sah auch sie sich zur Emigration gezwungen; sie ging zunächst 1934 nach Dänemark, wo Minna Specht eine Exilschule für Kinder des Landerziehungsheims Walkemühle, das 1933 von den Nationalsozialisten geschlossen worden war, eingerichtet hatte, und 1937 nach England. Dort heiratete sie am 1. Februar 1938 in London den befreundeten Genossen Edward Henry (Scheidung 1946) und erwarb dadurch die britische Staatsangehörigkeit.
In England war sie führendes Mitglied der Londoner ISK-Gruppe, arbeitete an dem ISK-Organ Sozialistische Warte mit, beteiligte sich an der programmatischen Diskussion über den demokratischen Neuaufbau Deutschlands und gehörte dem im März 1941 geschaffenen Exekutivkomitee der Union deutscher sozialistischer Organisationen in Großbritannien an, zu der sich Sozialdemokraten und die sozialistischen Gruppen Neu Beginnen, Sozialistische Arbeiterpartei Deutschlands (SAP) und Internationaler Sozialistischer Kampfbund (ISK) zusammengeschlossen hatten.

### Zurück in Bremen
Nach dem Krieg kehrte 1946 Grete Henry-Hermann nach Deutschland zurück. Sie hatte sich an der im Aufbau befindlichen Pädagogischen Hochschule Bremen (PH) beworben, wo sie von 1947 bis 1950 die Schule leitete und dann die Leitung an Hinrich Wulff abgab. Von 1950 bis 1966 war sie stellvertretende Leiterin der PH und Professorin für Philosophie und Physik. Die PH wurde 1973 in die Universität Bremen integriert. Die Bremer CDU warf ihr 1949 im Parteiblatt „Das Echo“ vor, sie indoktriniere zusammen mit ihrem Kollegen Paul Goosmann die Hochschule ideologisch in Richtung Marxismus und materialistischer Weltanschauung. Der Angriff schlug fehl, denn die Dozentenschaft stellte sich geschlossen hinter Hermann.
Henry-Hermann engagierte sich seit 1947 in der bildungspolitischen Arbeit der SPD und der Gewerkschaften, war Leiterin der pädagogischen Hauptstelle der Gewerkschaft Erziehung und Wissenschaft und gehörte von 1953 bis 1965 dem Deutschen Ausschuss für das Erziehungs- und Bildungswesen an.

Von 1961 bis 1978 war sie Vorsitzende der von Nelson gegründeten und nach dem Krieg wiedereingerichteten Philosophisch-Politischen Akademie, die Richtlinien für die Zukunftsentwicklung des Schulwesens entwarf. 1975 gab sie die Schriften von Nelson heraus.
Sie starb in Bremen und wurde im Familiengrab auf dem Buntentorsfriedhof beigesetzt.

## Nachlass und Ehrungen
- Ein Teilnachlass von ihr befindet sich im Archiv der sozialen Demokratie der Friedrich-Ebert-Stiftung in Bonn.
- Werner Heisenberg hat Grete Hermann mit dem Kapitel 10 Quantenmechanik und die Kantsche Philosophie (1930–1932) seines Buches „Der Teil und das Ganze. Gespräche im Umkreis der Atomphysik“ ein bleibendes Denkmal gesetzt.
- Die Städte Göttingen und Bremen benannten nach ihr jeweils eine Straße als Grete-Henry-Straße.

## Schriften
Bücher
- 1935 Die naturphilosophischen Grundlagen der Quantenmechanik. Abhandlungen der Fries´schen Schule, N.F. Band 6, Heft 2, DNB 573761019, S. 69–152. (auch als Sonderdruck bei Hirzel, Berlin)
- 1937 Über die Grundlagen physikalischer Aussagen in den älteren und den modernen Theorien. Abhandlungen der Fries´schen Schule, N.F. Band 6, Heft 3 u. 4, S. 309–398. (auch als Sonderdruck bei Hirzel, Berlin)
- 1937 mit E. May E. und Th. Vogel: Die Bedeutung der modernen Physik für die Theorie der Erkenntnis. Hirzel, Leipzig, DNB 572193408.
- 1985 Die Überwindung des Zufalls. Kritische Betrachtungen zu Leonard Nelsons Begründung der Ethik als Wissenschaft. Hrsg. v. Gustav Heckmann und Susanne Miller. Meiner, Hamburg, ISBN 3-7873-0658-7.

Herausgeberschaften
- mit Paul Bernays, Willi Eichler, Arnold Gysin, Gustav Heckmann, Fritz von Hippel, Stephan Körner, Werner Kroebel und Gerhard Weisser: Leonard Nelson. Gesammelte Schriften in neun Bänden. Meiner, Hamburg 1970–1974
- Leonard Nelson. Vom Selbstvertrauen der Vernunft. Schriften zur kritischen Philosophie und ihrer Ethik. (Philosophische Bibliothek, Bd. 288.) Meiner, Hamburg 1975, ISBN 3-7873-0330-8.
- Mitherausgeberin der philosophischen Fachzeitschrift Ratio.

Einzelarbeiten
- 1935 Die naturphilosophischen Grundlagen der Quantenmechanik. Die Naturwissenschaften, Band 23, 1935, S. 718–721
- 1953 Die Überwindung des Zufalls. Leonard Nelson zum Gedächtnis, S. 25–111 [auch als Sonderdruck Verlag öffentliches Leben 1953].
- 1973 The Significance of Behaviour Study for the Critique of Reason. Ratio XV, Nr. 2, S. 206–220 (Reproduktion)